# Elias Muniz
Elias Muniz Sobrinho (Barra de São Francisco, c. 1970) é um compositor e cantor brasileiro.
Suas composições já foram gravadas por diversos cantores como Fátima Leão, Carmen Silva, Nelson Ned, Antônio Marcos, Nilton César, Roberta Miranda, Daniel, entre outros. É autor e compositor de mais de 1200 canções já gravadas.

## Carreira
A primeira composição de Elias a se tornar sucesso foi "Viola Está Chorando", gravada por Joel Marques e mais tarde por João Mineiro & Marciano.
Compôs mais de 100 canções com Luiz Carlos, vocalista do Raça Negra. A canção "É Tarde Demais", de Elias Muniz e Luiz Carlos, gravada pelo grupo Raça Negra no álbum de mesmo nome de 1995, está no Guinness World Records (Livro Guinness dos Recordes), por ter sido a canção mais executada em um dia.

## Discografia
- 1988: Elias Muniz
- 1989: Sonho Bonito
- 1992: Elias Muniz
- 1994: Elias Muniz
- 1996: Ela É Demais
- 1998: Dá um Tempo
- 2013: Saboreando a Vida